# Gsieser Tal

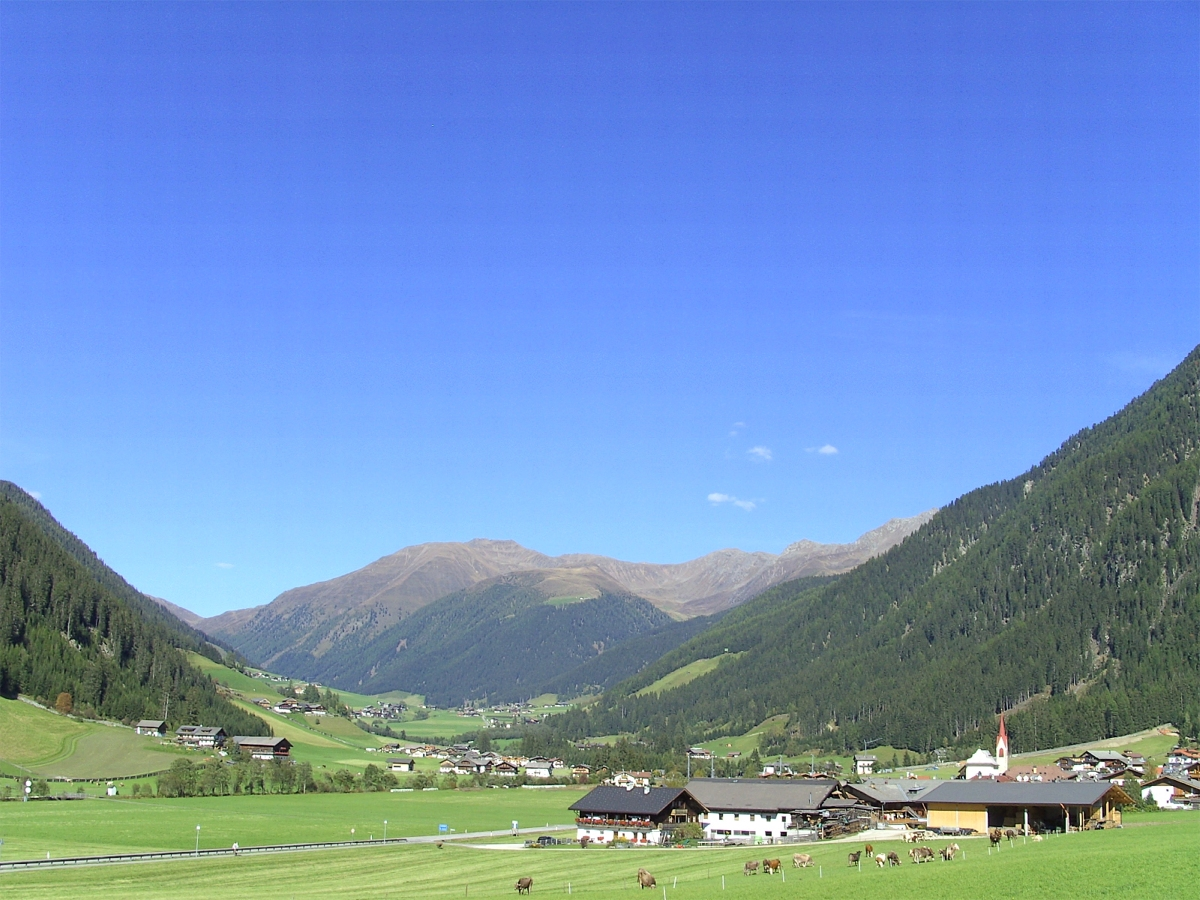
Das Gsieser Tal

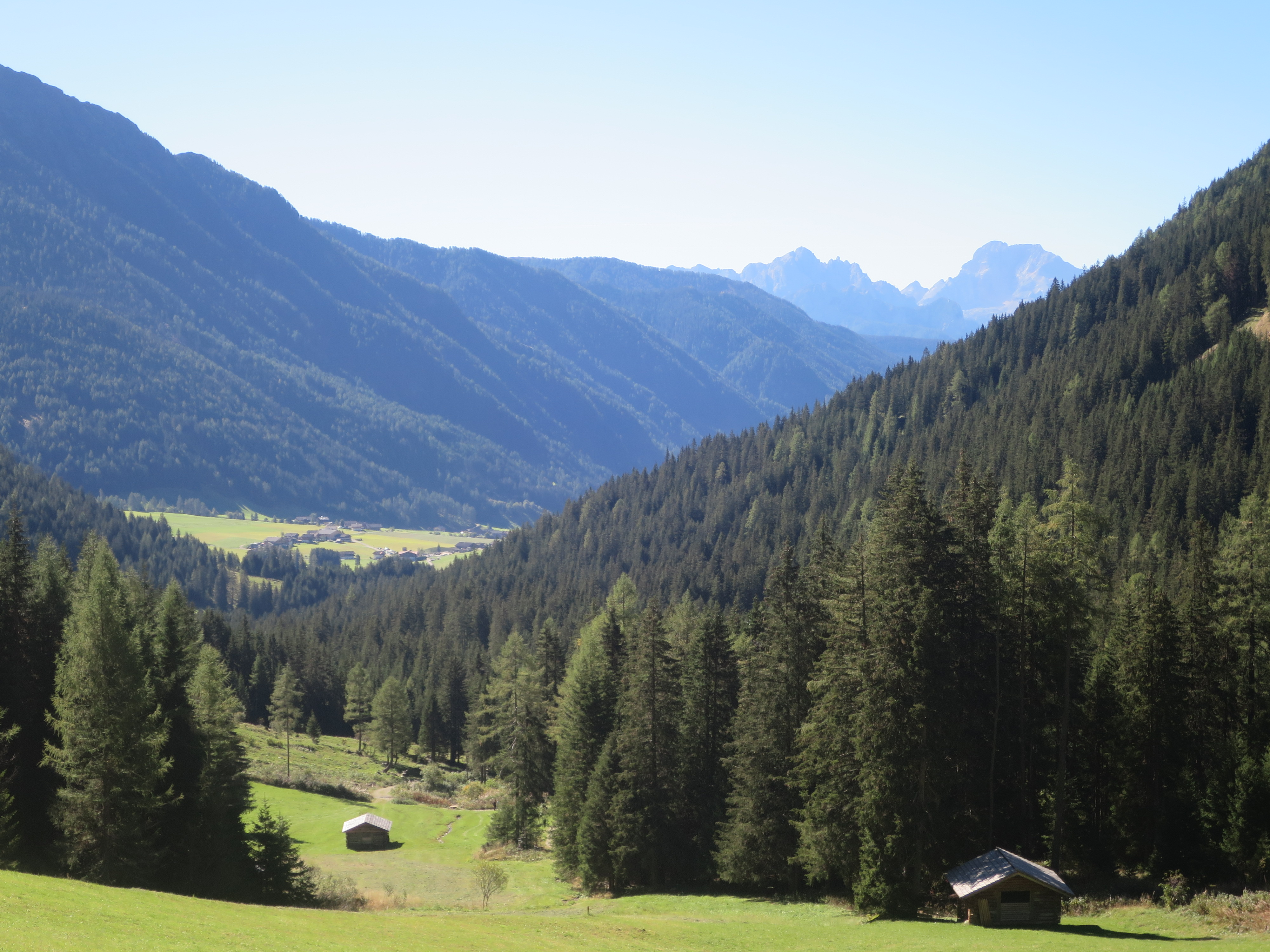
Blick talauswärts

Das Gsieser Tal (italienisch Valle di Casies) oder einfach Gsies ist ein nördliches Seitental des Pustertals in den Villgratner Bergen in Südtirol (Italien).
Im Talinneren befindet sich die Gemeinde Gsies. Am Talausgang befinden sich die Dörfer Taisten und Welsberg, Fraktionen der Gemeinde Welsberg-Taisten.
Das Gsieser Tal erstreckt sich auf etwa 22 km Länge. Das Einzugsgebiet des Gsieser Baches (auch Pidigbach genannt), der auf 1071 m in die Rienz mündet, beträgt 145 km².
Nebentäler des Gsieser Tals sind das größere Karbachtal, das kleine Pfoital und das Verselltal. Im Westen und Norden trennen Bergketten das Gsieser Tal von Antholz, im Nordosten vom österreichischen Defereggental, im Osten vom österreichischen Villgratental, im Süden vom Pustertal. Hohe Berge sind im Westen die Amperspitze (2688 m) und die Rote Wand (2818 m), im Norden der Kärlskopf (2836 m) und das Deferegger Pfannhorn (2820 m), im Osten die Riepenspitze (2774 m) und die Heimwaldspitze (2755 m). Im Norden liegt das Gsieser Törl, ein 2205 m hoch gelegener Sattel zum Defereggental.
Vorherrschende Gesteinsart sind Alte Gneise, teilweise sind auch Einlagerungen von Antholzer Granit-Gneis zu finden. Das Gsieser Tal wird von einer nach Nordosten verlaufenden Radonader durchzogen. Das geruchlose und hochradioaktive Gas tritt an manchen Stellen aus dem Boden aus und sammelt sich häufig in Kellern von älteren Gebäuden an. In der Gsieser Volksschule stellte man, nachdem Kinder über Kopfschmerzen klagten, eine besonders hohe Radonbelastung fest.
Im Urbar der Vorderen Grafschaft Görz von 1299 erscheint das Gsieser Tal als vallis Gesieze und wird ausführlich mit 34 Hofstellen und den darauf lastenden Abgaben beschrieben.